# الصليب الحجري
الصليب الحجري هي رواية نفسية ملحمية كتبها الكاتب الأوكراني فاسيل ستيفانيك عام 1900.
القصة تروج حول وداع الفلاحين المهاجرين من أرضهم الأصلية قبل مغادرتهم إلى كندا في مطلع القرنين التاسع عشر والعشرين، بعد مغادرة وطن إيفان ديدوخ القديم. يكشف المؤلف عن مشاعر الكآبة التي يشعر بها المهاجر لحظة انفصاله عن قريته الأصلية وقطعة أرضه التي استثمر فيها كل حياته والتي يتعين عليه مغادرتها.

## تفاصيل النوع
وفقًا لميزات النوع، فإن الصليب الحجري عبارة عن قصة قصيرة. ومع ذلك قياسا على العديد من أعمال الكاتب الأخرى، يطلق عليها اسم رواية. أطلق المؤلف نفسه على عمله اسم الاستوديو، أي دراسة فنية للعالم الداخلي لبطل الرواية. «الصليب الحجري»، في هذه الحالة هي دراسة لروح فلاح أوكراني تجبره ظروفه الاجتماعية على قطع الصلة القديمة بالتربة التي نشأ فيها. ويؤكد المؤلف على اجتهاد وتغلب البطل على جوانب الحياة الأخرى.
الرغبة في ترك ذكرى - بوضع صليب حجري على التل - لها دلالة نفسية عميقة حيث يضع إيفان ديدوخ صليبًا على حقله الملطخ بالدماء، وكأنه يدفن نفسه حياً بحقله. ومع ذلك، فهو يريد أن يعيش في ذكرى نسله، ويريد أن يربطه هذا الصليب بقريته الأصلية عندما يكون بعيدًا بأرض أجنبية وحتى عندما لا يكون على قيد الحياة.
يثير العمل مشكلة الارتباط الأبدي بالأرض الأم. العمل الدؤوب على الأرض يمثل كمظهر من مظاهر الأخلاق والمبادئ الوطنية على أنه واجب، وهو الوسيلة والمبرر الوحيد لوجود الفلاح، بحيث الإفقار الجماعي للفلاحين، تسبب في موجة من الهجرة إلى الخارج.

## الحبكة
تتكون الرواية من سبعة فصول.

### الفصل الأول
الفصل الأول بمثابة عرض يكشف عن خلفية البطل. بحيث عاد المرتزق السابق إيفان ديدوخ، الذي خدم 10 سنوات في الجيش الإمبراطوري إلى وطنه ووجد فقط منزلًا متهدمًا وأسوأ قطعة من حقل على تل رملي قاحل ورثه عن والديه المتوفين. وعلى الرغم من أن إيفان أحضر المال من الجيش الذي اشترى به أرضًا جيدة وأصبح مالكها، إلا أنه لا يزال يتعهد بزراعة تلك الهضبة القاحلة، ووضع لنفسه هدفًا طموحًا: إجبار هذه الهضبة على إنتاج الخبز. كرس إيفان حياته كلها لتحقيق هذا الهدف. في كل عام كان يسخر جزء من وقته بجانب حصانه ويأخذ السماد، ويغطي التل بالعشب حتى لا يغسل المطر التربة، ويزرع الحقل. لقد فقد كل قوته في العناية بالهضبة مما أدى ذلك إلى ثنيه على شكل قوس، حيث أطلق على إيفان اسم Perelamaniy (مكسور) في القرية. حرم نفسه من كل ما يحتاجه، بحيث كان يذهب إلى الكنيسة فقط في عيد الفصح، ويتناول الغداء على عجل دون حتى الجلوس على الطاولة؛ وكان لديه دواجن مُدرَّبة لم تجرؤ على جرف السماد لأن كل شيء صغير كان مخصصًا للحدبة (الهضبة)، كل دقيقة من وقته كانت مخصصة للعمل. بحيث أن إيفان كان يعمل على التل، وأقاربه يزرعون حقولًا أخرى.
يبدو أن العمل الشاق على تل قاحل ورغبته الكبيرة في إتقانه والتغلب عليه كمبارزة مع خصم قوي، مثل مبارزة عملاقين: من ناحية فالتل عبارة عن «عملاق رهيب»؛ ومن ناحية أخرى فهو مجرد عامل مرهق، رجل صغير عمله الإبداعي هو تحويل تلًا قاحلًا إلى حقل مزهر، يحوله ظله على التل في أشعة الشمس المغيبة إلى عملاق.
تبدو كلمات المؤلف الأخيرة متحمسة: «هكذا كان إيفان، غريب في الطبيعة والعمل».

### الفصل الثاني
في الفصل الثاني، الذي كان بمثابة رابط، قرر إيفان الذي استسلم أخيرًا لرغبة أبنائه الهجرة إلى كندا.
يُعرض على القارئ صور وداع إيفان لزملائه القرويين الذين دعاهم إلى منزله قبل مغادرته إلى الخارج. بحيث شكر الأشخاص الذين جاءوا لوداعهم واستقبلهم بالفودكا وتحدث معهم بكلمات لطيفة. التفت إلى العراب ميخائيل، العرابة تيموثاوس، وصرخ على المرأة للتقليل من البكاء والإهتمام بالضيوف أكثر. يتجنب الكاتب الأوصاف غير الضرورية، مما يجبر بطل الرواية على الكشف عن نفسه ويستفيد إلى أقصى حد من الحوارات والمونولوجات. وهكذا، فإنه يركز على وصف الدراما العاطفية للبطل. بضربات بخيلة، ينقل المؤلف الشوق الذي يمزق روح البطل مثل: «لقد صر أسنانه مثل حجر الرحى، وهدد المرأة بقبضته مثل الرصاصة وضرب في صدره».

### الفصل الثالث
في الفصل الثالث، يشرح إيفان للناس أسباب قراره بالمغادرة، وكيف كان الأمر صعبًا عليه، لأن العمل الجاد قد أنهكه تمامًا، ولا يملك القوة لبدء حياة جديدة في الخارج. لقد أُجبر على الموافقة بسبب مستقبل أبنائه، الذين لم يكن لديهم أي آفاق في وطنه الأم. يريح الجيران إيفان، ويؤكدون على اليأس الكامل للفلاحين. يقدّر إيفان الدعم، لكنه لا يستطيع قبول هذا الوضع بهدوء؛ فعندما يضطر إلى مغادرة موطنه في شيخوخته، يخاف من حياة مجهولة والتي بالنسبة له مثل الموت. يعتذر علنًا لزوجته كاثرين عن الأخطاء التي ارتكبها في حقها خلال حياتهم الزوجية، قبل وفاتها، لأنه لا يعرف ما إذا كانوا سينجون من عبور المحيط أم سيموتون في الطريق.

### الفصل الرابع
في الفصل الرابع، خاطب إيفان زملائه القرويين طالبًا منهم أنه بمجرد وصول خبر وفاته مع زوجته، ينبغي عليهم إقامة حفل تأبين لراحة أرواحهم وترك المال ليعقوب اللطيف. وعد الناس بالامتثال للطلب. على الرغم من شعوره بالخجل قليلاً، فقد قرر أن يعترف للناس بالخطيئة التي كاد أن يرتكبها في اليوم السابق. تذكر مرة أخرى التل الذي واجه صعوبة كبيرة في إقامة صليب حجري عليه تخليداً لذكراه هو وزوجته على هذه الأرض. اعترف إيفان بأنه يفتقد هذا التل أكثر من غيره، حيث بذل الكثير من الجهد: «لقد قضيت عمري عليه وأقعدت بسببه. إذا كان بإمكاني، فسأخفيه في حضني وآخذه معي إلى العالم». اعترف إيفان أنه في لحظة من اليأس وعدم القدرة على التصالح مع محاكمات القدر الجديدة، كاد ينتحر ويشنق نفسه على شجرة الكمثري، لكنه تذكر الحدبة وركض إلى صليبه، حيث استسلم لقرار السفر إلى الخارج.
تتركز كل أفكار إيفان حول التل بحيث طلب من الجيران عدم نسيانه في عيد الفصح، وإرسال أحد الشباب لرش الصليب بالماء المقدس. قال ميخايلو، وهو يواسي الأب الروحي، إن الناس سيتذكرونه دائمًا.

### الفصل الخامس
يصور الفصل الخامس كيف دعا إيفان السكير الناس للرقص والألعاب والشراب، ثم انفجرت الأغنية التي غناها إيفان وميخايلو لتكسر ضجيج المحادثة، وتنشأ ضجيج آخر من الموسيقى والرقصات. «كلمات تلك الأغاني تطير، مثل أوراق الخريف الصفراء، التي تحركها الرياح عبر الأرض المتجمدة، وتتوقف مرارًا وتكرارًا في كل معرض وترتجف مع شواطئ ممزقة، كما كان الحال قبل الموت.» كانت أغنية الوداع أشبه بنوع من الجنازة.

### الفصل السادس
الفصل السادس من القصة القصيرة هو الذروة. ذكر الابن والده أن الوقت قد حان للذهاب إلى خط السكة الحديدية، ولكن عندما رأى عيون والده، تراجع للوراء. غير إيفان وزوجته ملابسهم إلى ملابس «اللورد» الفخمة، وتسبب التغيير المفاجئ في المظهر المعتاد للشخصيات الذين كانوا يتخلون عن ملابسهم الفلاحية وكأنهم يغادرون العالم، في رد فعل مخيف من الناس: «... بكى المنزل بأكمله. وكأن سحابة من الدموغ معلقة فوق القرية، ممزقة وكأن حزنًا بشريًا اخترق سد الدانوب - هكذا كان البكاء». في اندفاع مفاجئ، بدأ إيفان يرقص مع زوجته آخر رقصة، مخلفا وراءه «الناس عالقون بالداخل»، بحيث تخلص من كل يأس الوداع إلى الأبد. أخرج الأبناء والديهم بالقوة من المنزل، لكن إيفان استمر في الرقص في الخارج بكسل، وأمسكت إيفانيها (زوجة إيفان) العتبة بيديها وقالت: «إلى أي عمق داست على هذه العتبة».

### الفصل السابع
الفصل السابع والأخير، هو الخاتمة. رافقت القرية بأكملها إيفان إلى القطار؛ مما أدى إلى تصدع الحواجز على الطريق وسقوطها.استمر ايفان بالرقص وهو منحنٍ بنشوة حتى قارنوا التل. عند رؤية ايفان لصليبه الحجري، توقف وقال لزوجته: «هل تري أيتها العجوز، صليبنا؟ هناك، اسمك منقوش عليه. لا تخافوا، فهناك إسمي واسمكم أيضا.» 